# Chiangrai Province Stadium
Das Chiangrai Province Stadium, oder auch Chiangrai Provincial Administrative Organization Stadium (Thai สนามกีฬากลาง จ.เชียงราย หรือ สนามกีฬา อบจ. เชียงราย) genannt, ist ein Mehrzweckstadion in Chiangrai in der Provinz Chiangrai, Thailand. Es wird derzeit hauptsächlich für Fußballspiele genutzt. Das Stadion hat eine Kapazität von 5000 Personen. Eigentümer und Betreiber des Stadions ist die Chiangrai Provincial Administration Organization.

## Nutzer des Stadions
| Verein            | Zeitraum der Nutzung |
| ----------------- | -------------------- |
| Chiangrai City FC | 2010 bis 2011        |
| Chiangrai City FC | 2012 bis 2017        |